# Список Героев Советского Союза (Тавадзе — Терешкова)
В настоящем списке представлены в алфавитном порядке все Герои Советского Союза, чьи фамилии начинаются с буквы «Т» (всего 492 человека, из них двое удостоены звания дважды). Список содержит даты Указов Президиума Верховного Совета СССР о присвоении звания, информацию о роде войск, должности и воинском звании Героев на дату представления к присвоению звания Героя Советского Союза, годах их жизни.
- Персиковым цветом  в таблице выделены Герои, удостоенные звания дважды и более раз.
- Серым цветом  в таблице выделены Герои, представленные к званию посмертно.

| Навигационная таблица | Навигационная таблица                |
| --------------------- | ------------------------------------ |
| «Т»                   | Тавадзе Давид — Терешкова Валентина  |
| «Т»                   | Терещенко Василий — Ткаченко Василий |
| «Т»                   | Ткаченко Владимир — Трубачёв Василий |
| «Т»                   | Трубаченко Василий — Тященко Гавриил |

| № п/п | Фамилия Имя Отчество                                                      | Дата Указа            | Род войск    | Должность | Звание                                 | Годы жизни                                 | БС ГС НЛ                        |
| ----- | ------------------------------------------------------------------------- | --------------------- | ------------ | --- | -------------------------------------- | ------------------------------------------ | ------------------------------- |
| 1     | Тавадзе Давид Элизбарович груз. თავაძე დავით                              | 19.08.1944            | авиация      | командир эскадрильи 190-го штурмового авиационного полка 214-й штурмовой авиационной дивизии 8-й воздушной армии 4-го Украинского фронта | капитан                                | 08.04.1916 — 20.06.1979                    | [ БС 1 ] [ ГС 1 ] [ НЛ 1 ]      |
| 2     | Таваков Афанасий Никифорович                                              | 24.03.1945            | артиллерия   | командир орудия 26-й гвардейской пушечной артиллерийской бригады 8-й пушечной артиллерийской дивизии РГК в составе 6-й гвардейской армии 1-го Прибалтийского фронта | гвардии сержант                        | 17.01.1918 — 25.12.2000                    | [ БС 1 ] [ ГС 2 ] [ НЛ 2 ]      |
| 3     | Тавровский Пётр Ильич (Тавровский Пинхус Ильич)                           | 17.10.1943            | артиллерия   | командир орудия 206-го гвардейского лёгкого артиллерийского полка 3-й гвардейской лёгкой артиллерийской бригады 1-й гвардейской артиллерийской дивизии прорыва РГК в составе 60-й армии Центрального фронта                                                                          | гвардии сержант                        | 1923 — 06.10.1943                          | [ БС 1 ] [ ГС 3 ] [ НЛ 3 ]      |
| 4     | Тагильцев Владимир Михайлович                                             | 27.06.1945            | авиация      | командир звена 161-го гвардейского бомбардировочного авиационного полка 8-й гвардейской бомбардировочной авиационной дивизии 6-го гвардейского бомбардировочного авиационного корпуса 2-й воздушной армии 1-го Украинского фронта                                                    | гвардии старший лейтенант              | 02.04.1922 — 06.02.1982                    | [ БС 1 ] [ ГС 4 ] [ НЛ 4 ]      |
| 5     | Тазаев Алексей Иванович                                                   | 19.04.1945            | пехота       | командир взвода 781-го стрелкового полка 124-й стрелковой дивизии 39-й армии 3-го Белорусского фронта | лейтенант                              | 18.05.1916 — 17.01.1945                    | [ БС 2 ] [ ГС 5 ] [ НЛ 5 ]      |
| 6     | Тайгараев Токубай (Тайгараев Тукубай) кирг. Тайгараев Туку бай            | 24.03.1945            | пехота       | командир отделения 375-го стрелкового полка 219-й стрелковой дивизии 3-й ударной армии 2-го Прибалтийского фронта | сержант                                | 1923 — 19.07.1944                          | [ БС 3 ] [ ГС 6 ] [ НЛ 6 ]      |
| 7     | Талалаев Василий Иванович                                                 | 31.05.1945            | кавалерия    | снайпер 12-го гвардейского кавалерийского полка 3-й гвардейской кавалерийской дивизии 2-го гвардейского кавалерийского корпуса 1-го Белорусского фронта | гвардии красноармеец                   | 18.09.1918 — 22.04.1945                    | [ БС 3 ] [ ГС 7 ] [ НЛ 7 ]      |
| 8     | Талалихин Виктор Васильевич                                               | 08.08.1941            | авиация      | заместитель командира эскадрильи 177-го истребительного авиационного полка 6-го истребительного авиационного корпуса ПВО ВВС Московского военного округа | младший лейтенант                      | 18.09.1918 — 27.10.1941                    | [ БС 3 ] [ ГС 8 ] [ НЛ 8 ]      |
| 9     | Талалушкин Николай Степанович                                             | 04.06.1944            | пехота       | стрелок 862-го стрелкового полка 197-й стрелковой дивизии 11-й армии Западного фронта | красноармеец                           | 1922 — 27.07.1943                          | [ БС 3 ] [ ГС 9 ] [ НЛ 9 ]      |
| 10    | Талах Константин Яковлевич                                                | 16.05.1944            | пехота       | командир отделения 690-го стрелкового полка 126-й стрелковой дивизии 2-й гвардейской армии 4-го Украинского фронта | младший сержант                        | 20.05.1918 — 20.10.1944                    | [ БС 3 ] [ ГС 10 ] [ НЛ 10 ]    |
| 11    | Тамайо Мендес Арнальдо исп. Tamayo Méndez Arnaldo                         | 26.09.1980            | космонавт    | космонавт исследователь космического корабля «Союз-38» и орбитальной станции «Салют-6» | полковник ВВС Кубы                     | род. 29.01.1942                            | ——                              |
| 12    | Тамбиев Владимир Григорьевич арм. Տամբիև (Թամբյան) Վլադիմիր               | 22.02.1944            | пехота       | командир отделения взвода пешей разведки 646-го стрелкового полка 152-й стрелковой дивизии 46-й армии Юго-Западного фронта | сержант                                | 07.11.1914 — 22.03.1981                    | [ БС 3 ] [ ГС 12 ] [ НЛ 11 ]    |
| 13    | Тананаев Пётр Николаевич                                                  | 15.05.1946            | авиация      | командир эскадрильи 20-го гвардейского бомбардировочного авиационного полка 13-й гвардейской бомбардировочной авиационной дивизии 2-го гвардейского бомбардировочного авиационного корпуса 18-й воздушной армии                                                                      | гвардии майор                          | 22.07.1914 — 22.12.1981                    | [ БС 3 ] [ ГС 13 ] [ НЛ 12 ]    |
| 14    | Танасейчук Александр Васильевич укр. Танасейчук Олександр Васильович      | 31.05.1945            | пехота       | командир отделения 270-го гвардейского стрелкового полка 89-й гвардейской стрелковой дивизии 5-й ударной армии 1-го Белорусского фронта | гвардии младший сержант                | 26.09.1923 — 02.03.1996                    | [ БС 3 ] [ ГС 14 ] [ НЛ 13 ]    |
| 15    | Таначев Василий Александрович                                             | 26.10.1943            | пехота       | командир пулемётного взвода 225-го гвардейского стрелкового полка 78-й гвардейской стрелковой дивизии 7-й гвардейской армии Степного фронта | гвардии младший лейтенант              | 01.03.1924 — 29.10.1943                    | [ БС 5 ] [ ГС 15 ] [ НЛ 14 ]    |
| 16    | Танков Пётр Яковлевич                                                     | 17.10.1943            | пехота       | стрелок 705-го стрелкового полка 121-й стрелковой дивизии 60-й армии Центрального фронта | ефрейтор                               | 1920 — ?                                   | [ БС 6 ] [ ГС 16 ] [ НЛ 15 ]    |
| 17    | Танкопий Иван Алексеевич укр. Танкопій Іван Олексійович                   | 26.10.1943            | нквд         | командир 17-й стрелковой бригады Внутренних войск НКВД СССР | полковник государственной безопасности | 07.09.1902 — 16.03.1943                    | [ БС 6 ] [ ГС 17 ] [ НЛ 16 ]    |
| 18    | Танский Николай Георгиевич укр. Танський Микола Георгійович               | 05.11.1944            | морской флот | командир катера МО-424 2-го гвардейского дивизиона малых охотников за подводными лодками бригады сторожевых кораблей Охраны водного района Главной базы Северного флота | гвардии старший лейтенант              | 20.07.1920 — 06.05.1990                    | [ БС 6 ] [ ГС 18 ] [ НЛ 17 ]    |
| 19    | Танцоров Григорий Васильевич                                              | 29.05.1944            | артиллерия   | командир батареи самоходных артиллерийских установок СУ-85 13-й гвардейской танковой бригады 4-го гвардейского танкового корпуса 60-й армии 1-го Украинского фронта | гвардии младший лейтенант              | 20.09.1908 — 10.03.1944                    | [ БС 6 ] [ ГС 19 ] [ НЛ 18 ]    |
| 20    | Танцуренко Василий Дмитриевич                                             | 18.05.1943            | пехота       | стрелок 78-го гвардейского стрелкового полка 25-й гвардейской стрелковой дивизии 6-й армии Юго-Западного фронта | гвардии красноармеец                   | 05.03.1913 — 05.03.1943                    | [ БС 6 ] [ ГС 20 ] [ НЛ 19 ]    |
| 21    | Танцюра Иван Лазаревич укр. Танцюра Іван Лазарович                        | 24.03.1945            | пехота       | командир батальона 948-го стрелкового полка 257-й стрелковой дивизии 51-й армии 4-го Украинского фронта | капитан                                | 22.06.1920 — 08.11.1985                    | [ БС 6 ] [ ГС 21 ] [ НЛ 20 ]    |
| 22    | Тапиков Самуил Михайлович тат. Тапиков Самуил Михаил улы                  | 29.06.1945            | артиллерия   | командир дивизиона 398-го лёгкого артиллерийского полка 65-й лёгкой артиллерийской бригады 18-й артиллерийской дивизии З-го артиллерийского корпуса прорыва РГК в составе 65-й армии 2-го Белорусского фронта                                                                        | капитан                                | 01.11.1915 — 05.02.1945                    | [ БС 6 ] [ ГС 22 ] [ НЛ 21 ]    |
| 23    | Таптунов Юрий Иванович укр. Таптунов Юрій Іванович                        | 25.05.1976            | морской флот | командир электромеханической боевой части ракетного подводного крейсера стратегического назначения К-171 25-й дивизии 2-й флотилии подводных лодок Тихоокеанского флота | капитан 3-го ранга                     | 04.10.1940 — 29.12.1978                    | ——                              |
| 24    | Тараканов Александр Яковлевич                                             | 21.03.1940            | танкист      | командир взвода химических танков ХТ-26 37-й отдельной роты боевого обеспечения 35-й легкотанковой бригады 7-й армии Северо-Западного фронта | младший лейтенант                      | 1915 — 24.07.1941                          | [ БС 8 ] [ ГС 24 ] [ НЛ 22 ]    |
| 25    | Тараканов Алексей Фёдорович                                               | 02.04.1944            | партизан     | активный участник партизанской борьбы на территории Ленинградской области, командир 2-го партизанского полка 5-й Ленинградской партизанской бригады | —                                      | 17.03.1912 — 30.11.1971                    | [ БС 8 ] [ ГС 25 ] [ НЛ 23 ]    |
| 26    | Тараканов Николай Николаевич                                              | 13.04.1944            | авиация      | заместитель командира эскадрильи 75-го гвардейского штурмового авиационного полка 1-й гвардейской штурмовой авиационной дивизии 8-й воздушной армии 4-го Украинского фронта | гвардии лейтенант                      | 11.12.1922 — 25.05.1964                    | [ БС 8 ] [ ГС 26 ] [ НЛ 24 ]    |
| 27    | Тараканов Николай Сергеевич                                               | 29.06.1945            | артиллерия   | заместитель по артиллерии командира 61-го гвардейского стрелкового полка 19-й гвардейской стрелковой дивизии 39-й армии 3-го Белорусского фронта | гвардии капитан                        | 27.01.1918 — 13.11.1993                    | [ БС 8 ] [ ГС 27 ] [ НЛ 25 ]    |
| 28    | Тараканчиков Николай Ильич                                                | 01.11.1943            | авиация      | заместитель командира эскадрильи 686-го штурмового авиационного полка 289-й штурмовой авиационной дивизии 7-го штурмового авиационного корпуса 8-й воздушной армии 4-го Украинского фронта                                                                                           | старший лейтенант                      | 18.05.1919 — 25.12.1943                    | [ БС 8 ] [ ГС 28 ] [ НЛ 26 ]    |
| 29    | Таран Григорий Алексеевич укр. Таран Григорій Олексійович                 | 05.11.1944            | авиация      | командир 3-го авиационного транспортного полка 1-й авиационной транспортной дивизии Гражданского воздушного флота | капитан                                | 18.10.1912 — 11.11.1948                    | [ БС 9 ] [ ГС 29 ] [ НЛ 27 ]    |
| 30    | Таран Павел Андреевич укр. Таран Павло Андрійович                         | 20.06.1942 13.03.1944 | авиация      | командир звена 81-го дальнебомбардировочного авиационного полка 50-й дальнебомбардировочной авиационной дивизии Дальнебомбардировочной авиации командир эскадрильи 5-го гвардейского авиационного полка 50-й авиационной дивизии 6-го авиационного корпуса Авиации дальнего действия | старший лейтенант гвардии майор        | 18.10.1916 — 14.09.2005                    | [ БС 10 ] [ ГС 30 ] [ НЛ 28 ]   |
| 31    | Таран Пётр Тихонович укр. Таран Петро Тихонович                           | 25.10.1943            | нквд         | командир отделения 26-го стрелкового полка 1-й отдельной дивизии Внутренних войск НКВД СССР | сержант специальной службы             | 15.06.1919 — 09.05.1943                    | [ БС 10 ] [ ГС 31 ] [ НЛ 29 ]   |
| 32    | Тараненко Иван Андреевич укр. Тараненко Іван Андрійович                   | 02.09.1943            | авиация      | командир 298-го истребительного авиационного полка 219-й бомбардировочной авиационной дивизии 4-й воздушной армии Северо-Кавказского фронта | подполковник                           | 28.04.1912 — 04.03.1995                    | [ БС 10 ] [ ГС 32 ] [ НЛ 30 ]   |
| 33    | Таранов Иван Игнатьевич                                                   | 31.05.1945            | артиллерия   | командующий артиллерией 12-го гвардейского танкового корпуса 2-й гвардейской танковой армии 1-го Белорусского фронта | гвардии полковник                      | 29.08.1899 — 05.10.1965                    | [ БС 10 ] [ ГС 33 ] [ НЛ 31 ]   |
| 34    | Тарановский Василий Яковлевич                                             | 24.03.1945            | пехота       | командир взвода моторизованного батальона автоматчиков 50-й гвардейской танковой бригады 9-го гвардейского танкового корпуса 2-й гвардейской танковой армии 1-го Белорусского фронта                                                                                                 | гвардии лейтенант                      | 28.02.1907 — 03.04.1979                    | [ БС 10 ] [ ГС 34 ] [ НЛ 32 ]   |
| 35    | Таранцев Пётр Тимофеевич                                                  | 30.10.1943            | пехота       | заместитель по строевой части командира батальона 895-го стрелкового полка 193-й стрелковой дивизии 65-й армии Центрального фронта | старший лейтенант                      | 23.06.1923 — 27.01.1987                    | [ БС 10 ] [ ГС 35 ] [ НЛ 33 ]   |
| 36    | Таранчиев Исмаилбек кирг. Таранчиев Исмаилбек                             | 05.05.1991            | авиация      | лётчик 566-го штурмовой авиационного полка 277-й штурмовой авиационной дивизии 13-й воздушной армии Ленинградского фронта | младший лейтенант                      | 06.04.1923 — 18.03.1944                    | [ БС 11 ] [ ГС 36 ] [ НЛ 34 ]   |
| 37    | Тарасевич Владимир Адамович                                               | 16.05.1944            | пехота       | командир отделения 1161-го стрелкового полка 351-й стрелковой дивизии 56-й армии Северо-Кавказского фронта | старший сержант                        | 14.10.1922 — 16.12.1979                    | [ БС 10 ] [ ГС 37 ] [ НЛ 35 ]   |
| 38    | Тарасевич Константин Михайлович укр. Тарасевич Костянтин Михайлович       | 29.06.1945            | авиация      | штурман эскадрильи 58-го бомбардировочного авиационного полка 276-й бомбардировочной авиационной дивизии 1-й воздушной армии 3-го Белорусского фронта | капитан                                | 17.01.1922 — 22.04.1945                    | [ БС 12 ] [ ГС 38 ] [ НЛ 36 ]   |
| 39    | Тарасенко Александр Иванович                                              | 15.01.1944            | кавалерия    | командир сабельного взвода 54-го гвардейского кавалерийского полка 14-й гвардейской кавалерийской дивизии 7-го гвардейского кавалерийского корпуса 61-й армии Центрального фронта | гвардии лейтенант                      | 05.12.1920 — 28.09.1943                    | [ БС 13 ] [ ГС 39 ] [ НЛ 37 ]   |
| 40    | Тарасенко Василий Фёдорович укр. Тарасенко Василь Федорович               | 30.10.1943            | инженер      | сапёр 170-го отдельного инженерно-сапёрного батальона 14-й инженерно-сапёрной бригады РГК в составе 65-й армии Центрального фронта | сержант                                | 30.01.1912 — 13.01.1979                    | [ БС 13 ] [ ГС 40 ] [ НЛ 38 ]   |
| 41    | Тарасенко Василий Фомич укр. Тарасенко Василь Хомич                       | 31.05.1945            | артиллерия   | командир батареи 282-го гвардейского истребительно-противотанкового артиллерийского полка 3-й гвардейской отдельной истребительно-противотанковой артиллерийской бригады РГК в составе 5-й ударной армии 1-го Белорусского фронта                                                    | гвардии капитан                        | 04.12.1920 — 15.08.1995                    | [ БС 13 ] [ ГС 41 ] [ НЛ 39 ]   |
| 42    | Тарасенко Иван Иванович укр. Тарасенко Іван Іванович                      | 31.03.1943            | пехота       | стрелок 130-го гвардейского стрелкового полка 44-й гвардейской стрелковой дивизии 1-й гвардейской армии Юго-Западного фронта | гвардии красноармеец                   | 27.09.1923 — 15.01.1943                    | [ БС 13 ] [ ГС 42 ] [ НЛ 40 ]   |
| 43    | Тарасенко Павел Евдокимович                                               | 17.11.1943            | пехота       | стрелок 6-го гвардейского стрелкового полка 2-й гвардейской стрелковой дивизии 56-й армии Северо-Кавказского фронта | гвардии красноармеец                   | 12.09.1923 — 05.03.2007                    | [ БС 13 ] [ ГС 43 ] [ НЛ 41 ]   |
| 44    | Тараскин Павел Андреевич                                                  | 08.05.1965            | партизан     | активный участник партизанской борьбы на Украине, руководитель Малинской подпольной организации | —                                      | 18.08.1910 — 22.01.1943                    | ——                              |
| 45    | Тарасков Дмитрий Фролович                                                 | 22.02.1944            | артиллерия   | механик-водитель самоходной артиллерийской установки СУ-122 1817-го самоходного артиллерийского полка РГК в составе 52-й армии 2-го Украинского фронта | старшина                               | 20.08.1915 — 20.01.1981                    | [ БС 14 ] [ ГС 45 ] [ НЛ 42 ]   |
| 46    | Тарасов Алексей Кондратьевич                                              | 19.08.1944            | авиация      | заместитель командира эскадрильи 20-го истребительного авиационного полка 14-й смешанной авиационной дивизии ВВС Северного флота | капитан                                | 22.03.1922 — 29.10.1984                    | [ БС 15 ] [ ГС 46 ] [ НЛ 43 ]   |
| 47    | Тарасов Георгий Григорьевич                                               | 31.05.1945            | пехота       | корпусной инженер 9-го гвардейского стрелкового корпуса 61-й армии 1-го Белорусского фронта | гвардии полковник                      | 06.01.1905 — 08.02.1973                    | [ БС 15 ] [ ГС 47 ] [ НЛ 44 ]   |
| 48    | Тарасов Григорий Иванович                                                 | 10.04.1945            | пехота       | командир батальона 25-го гвардейского стрелкового полка 6-й гвардейской стрелковой дивизии 13-й армии 1-го Украинского фронта | гвардии капитан                        | 25.01.1913 — 25.05.1993                    | [ БС 15 ] [ ГС 48 ] [ НЛ 45 ]   |
| 49    | Тарасов Дмитрий Васильевич                                                | 29.06.1945            | авиация      | командир звена 6-го гвардейского отдельного штурмового авиационного полка 3-й воздушной армии 1-го Прибалтийского фронта | гвардии старший лейтенант              | 27.09.1919 — 05.10.1989                    | [ БС 15 ] [ ГС 49 ] [ НЛ 46 ]   |
| 50    | Тарасов Дмитрий Захарович                                                 | 20.06.1942            | авиация      | командир звена 21-го дальнебомбардировочного авиационного полка 22-й дальнебомбардировочной авиационной дивизии 4-го бомбардировочного авиационного корпуса Дальнебомбардировочной авиации                                                                                           | лейтенант                              | 25.09.1916 — 27.06.1941                    | [ БС 15 ] [ ГС 50 ] [ НЛ 47 ]   |
| 51    | Тарасов Евгений Петрович                                                  | 15.05.1946            | танкист      | командир разведывательного взвода танков Т-34 23-го гвардейского танкового полка 4-й гвардейской механизированной бригады 2-го гвардейского механизированного корпуса 46-й армии 2-го Украинского фронта                                                                             | гвардии лейтенант                      | 24.03.1924 — 24.03.1945                    | [ БС 15 ] [ ГС 51 ] [ НЛ 48 ]   |
| 52    | Тарасов Константин Николаевич                                             | 27.06.1945            | пехота       | командир отделения охраны штаба 20-й мотострелковой бригады 25-го танкового корпуса 3-й гвардейской армии 1-го Украинского фронта | старший сержант                        | 11.05.1919 — 06.03.1945                    | [ БС 15 ] [ ГС 52 ] [ НЛ 49 ]   |
| 53    | Тарасов Лука Фёдорович                                                    | 07.04.1940            | артиллерия   | командир огневого взвода 137-го гаубичного артиллерийского полка РГК в составе 13-й армии Северо-Западного фронта | лейтенант                              | 05.02.1913 — 18.08.1990                    | [ БС 16 ] [ ГС 53 ] [ НЛ 50 ]   |
| 54    | Тарасов Николай Арсентьевич                                               | 24.03.1945            | пехота       | командир роты 857-го стрелкового полка 294-й стрелковой дивизии 52-й армии 2-го Украинского фронта | лейтенант                              | 30.11.1915 — 23.04.1945                    | [ БС 17 ] [ ГС 54 ] [ НЛ 51 ]   |
| 55    | Тарасов Николай Григорьевич                                               | 13.09.1944            | танкист      | командир роты танков Т-34 8-й гвардейской танковой бригады 20-го танкового корпуса 5-й гвардейской танковой армии 2-го Украинского фронта | гвардии старший лейтенант              | 29.12.1915 — 04.08.1961                    | [ БС 17 ] [ ГС 55 ] [ НЛ 52 ]   |
| 56    | Тарасов Павел Тимофеевич                                                  | 13.04.1944            | авиация      | помощник по воздушно-стрелковой службе командира 812-го истребительного авиационного полка 265-й истребительной авиационной дивизии 3-го истребительного авиационного корпуса 8-й воздушной армии 4-го Украинского фронта                                                            | майор                                  | 21.09.1914 — 29.07.1944                    | [ БС 17 ] [ ГС 56 ] [ НЛ 53 ]   |
| 57    | Тарасов Пётр Максимович                                                   | 24.03.1945            | танкист      | командир танковой роты 181-й танковой бригады 18-го танкового корпуса 53-й армии 2-го Украинского фронта | старший лейтенант                      | 30.11.1911 — 07.02.1997                    | [ БС 17 ] [ ГС 57 ] [ НЛ 54 ]   |
| 58    | Тарасов Пётр Михайлович                                                   | 25.08.1944            | пехота       | заместитель командира батальона 340-го стрелкового полка 342-й стрелковой дивизии 13-й армии 1-го Украинского фронта | гвардии капитан                        | 07.10.1921 — 03.03.1944                    | [ БС 17 ] [ ГС 58 ] [ НЛ 55 ]   |
| 59    | Тарасов Фёдор Ефремович                                                   | 27.02.1945            | инженер      | командир отделения 104-го гвардейского отдельного сапёрного батальона 89-й гвардейской стрелковой дивизии 5-й ударной армии 1-го Белорусского фронта | гвардии старший сержант                | 01.09.1924 — 16.07.1992                    | [ БС 18 ] [ ГС 59 ] [ НЛ 56 ]   |
| 60    | Тарасов Фёдор Илларионович                                                | 10.04.1945            | артиллерия   | командир 479-го отдельного миномётного полка РГК в составе 48-й армии 2-го Белорусского фронта | гвардии подполковник                   | 06.01.1915 — 23.10.1944                    | [ БС 19 ] [ ГС 60 ] [ НЛ 57 ]   |
| 61    | Тарловский Василий Иванович бел. Тарлоўскі Васіль Іванавіч                | 22.07.1944            | пехота       | командир роты 201-го гвардейского стрелкового полка 67-й гвардейской стрелковой дивизии 6-й гвардейской армии 1-го Прибалтийского фронта | гвардии старший лейтенант              | 14.08.1902 — 03.10.1990                    | [ БС 19 ] [ ГС 61 ] [ НЛ 58 ]   |
| 62    | Тарнопольский Абрам Исаакович                                             | 15.01.1944            | пехота       | командир батальона 234-го гвардейского стрелкового полка 76-й гвардейской стрелковой дивизии 61-й армии Центрального фронта | гвардии капитан                        | 01.05.1912 — 27.07.1944                    | [ БС 19 ] [ ГС 62 ] [ НЛ 59 ]   |
| 63    | Тарсуков Иосиф Гаврилович                                                 | 27.06.1945            | артиллерия   | командир орудия 244-го артиллерийского полка 58-й стрелковой дивизии 3-й гвардейской армии 1-го Украинского фронта | младший сержант                        | 1903 — 06.03.1945                          | [ БС 19 ] [ ГС 63 ] [ НЛ 60 ]   |
| 64    | Тартыков Семён Владимирович                                               | 13.09.1944            | десантники   | снайпер 12-го гвардейского воздушно-десантного полка 4-й гвардейской воздушно-десантной дивизии 40-й армии 2-го Украинского фронта | гвардии ефрейтор                       | 1921 — 27.01.1944                          | [ БС 19 ] [ ГС 64 ] [ НЛ 61 ]   |
| 65    | Тархов Сергей Фёдорович                                                   | 31.12.1936            | авиация      | командир эскадрильи истребителей И-16 ВВС Испанской Республики | капитан                                | 08.10.1909 — 23.11.1936                    | ——                              |
| 66    | Таряник Григорий Аверьянович укр. Таряник Григорій Авер'янович            | 13.01.1942            | комиссар     | военный комиссар эскадрильи 260-го пикирующего бомбардировочного авиационного полка 6-й смешанной авиационной дивизии ВВС Северо-Западного фронта | батальонный комиссар                   | 03.01.1913 — 14.09.1979                    | [ БС 19 ] [ ГС 66 ] [ НЛ 62 ]   |
| 67    | Таскулов Кенилбай (Калыбай) каз. Тасқұлов Қалыбай                         | 30.10.1943            | пехота       | разведчик 120-го стрелкового полка 69-й стрелковой дивизии 65-й армии Белорусского фронта | красноармеец                           | 15.08.1922 — 15.07.1989                    | [ БС 19 ] [ ГС 67 ] [ НЛ 63 ]   |
| 68    | Тасуй Борис Терентьевич укр. Тасуй Борис Терентійович                     | 16.05.1944            | танкист      | командир роты танков Т-34 63-й танковой бригады Отдельной Приморской армии | капитан                                | 28.01.1921 — 05.12.1943                    | [ БС 20 ] [ ГС 68 ] [ НЛ 64 ]   |
| 69    | Татаренко Дмитрий Митрофанович                                            | 24.07.1943            | авиация      | командир эскадрильи 3-го гвардейского истребительного авиационного полка 61-й авиационной бригады ВВС Балтийского флота | гвардии капитан                        | 23.05.1921 — 14.03.1995                    | [ БС 21 ] [ ГС 69 ] [ НЛ 65 ]   |
| 70    | Татаринов Иван Дмитриевич                                                 | 22.02.1944            | пехота       | стрелок 936-го стрелкового полка 254-й стрелковой дивизии 52-й армии Степного фронта | ефрейтор                               | 09.07.1922 — 07.12.1943 (пропал без вести) | [ БС 21 ] [ ГС 70 ] [ НЛ 66 ]   |
| 71    | Татаринов Леонид Михайлович                                               | 22.02.1944            | танкист      | командир танка Т-34 24-й гвардейской танковой бригады 5-го гвардейского механизированного корпуса 5-й гвардейской танковой армии Степного фронта | гвардии лейтенант                      | 15.08.1923 — 23.07.1943                    | [ БС 21 ] [ ГС 71 ] [ НЛ 67 ]   |
| 72    | Татаркин Пётр Евпсифович                                                  | 04.06.1944            | артиллерия   | командир батареи 76-мм пушек 434-го стрелкового полка 169-й стрелковой дивизии 11-й гвардейской армии Западного фронта | старший лейтенант                      | 1912 — 31.07.1943                          | [ БС 21 ] [ ГС 72 ] [ НЛ 68 ]   |
| 73    | Татарников Алексей Павлович                                               | 10.04.1945            | артиллерия   | наводчик орудия артиллерийского дивизиона 23-й гвардейской мотострелковой бригады 7-го гвардейского танкового корпуса 3-й гвардейской танковой армии 1-го Украинского фронта | гвардии младший сержант                | 27.03.1926 — 13.11.1995                    | [ БС 21 ] [ ГС 73 ] [ НЛ 69 ]   |
| 74    | Татарченков Пётр Иванович                                                 | 10.04.1945            | инженер      | командир отделения 284-го отдельного инженерно-сапёрного батальона 19-й штурмовой инженерно-сапёрной бригады РГК в составе 13-й армии 1-го Украинского фронта | сержант                                | 08.01.1925 — 06.07.1997                    | [ БС 21 ] [ ГС 74 ] [ НЛ 70 ]   |
| 75    | Тахиров Айдогды туркм. Tahyrow Aýdogdy                                    | 19.06.1943            | пехота       | командир отделения 87-й отдельной стрелковой бригады 11-й армии Северо-Западного фронта | старший сержант                        | 1907 — 30.01.1943                          | [ БС 21 ] [ ГС 75 ] [ НЛ 71 ]   |
| 76    | Тахтаров Илья Фёдорович                                                   | 16.05.1944            | пехота       | командир взвода 1164-го стрелкового полка 346-й стрелковой дивизии 51-й армии 4-го Украинского фронта | старший лейтенант                      | 07.04.1913 — 23.07.1978                    | [ БС 22 ] [ ГС 76 ] [ НЛ 72 ]   |
| 77    | Ташкин Михаил Александрович                                               | 15.05.1946            | артиллерия   | командир орудия отдельной батареи горных пушек 31-й горнострелковой бригады 126-й лёгкого горнострелкового корпуса 38-й армии 4-го Украинского фронта | старший сержант                        | 14.02.1918 — 30.04.1945                    | [ БС 23 ] [ ГС 77 ] [ НЛ 73 ]   |
| 78    | Тварковский Юрий Владимирович                                             | 16.10.1943            | пехота       | командир батальона 205-го гвардейского стрелкового полка 70-й гвардейской стрелковой дивизии 13-й армии Центрального фронта | гвардии старший лейтенант              | 25.12.1921 — 07.12.1943                    | [ БС 23 ] [ ГС 78 ] [ НЛ 74 ]   |
| 79    | Тваури Георгий Иванович груз. თვაური გიორგი                               | 23.02.1945            | авиация      | командир звена 59-го гвардейского штурмового авиационного полка 2-й гвардейской штурмовой авиационной дивизии 16-й воздушной армии 1-го Белорусского фронта | гвардии старший лейтенант              | 09.04.1920 — 09.11.1999                    | [ БС 23 ] [ ГС 79 ] [ НЛ 75 ]   |
| 80    | Твеленев Михаил Степанович                                                | 23.02.1945            | авиация      | командир звена 9-го гвардейского истребительного авиационного полка 303-й истребительной авиационной дивизии 1-й воздушной армии 3-го Белорусского фронта | гвардии старший лейтенант              | 20.07.1920 — 25.04.1985                    | [ БС 23 ] [ ГС 80 ] [ НЛ 76 ]   |
| 81    | Твердохлебов Арсентий Савельевич                                          | 16.10.1943            | артиллерия   | командир миномётного расчёта полковой миномётной батареи 151-го стрелкового полка 8-й стрелковой дивизии 13-й армии Центрального фронта | старшина                               | 20.01.1914 — 03.07.1952                    | [ БС 23 ] [ ГС 81 ] [ НЛ 77 ]   |
| 82    | Твердохлебов Илья Иванович                                                | 19.03.1944            | инженер      | командир взвода 28-го гвардейского отдельного сапёрного батальона 25-й гвардейской стрелковой дивизии 6-й армии Юго-Западного фронта | гвардии младший лейтенант              | 02.08.1923 — 26.09.1943                    | [ БС 24 ] [ ГС 82 ] [ НЛ 78 ]   |
| 83    | Тверитинов Дмитрий Иванович                                               | 24.03.1945            | пехота       | командир роты 1343-го стрелкового полка 399-й стрелковой дивизии 48-й армии 1-го Белорусского фронта | младший лейтенант                      | 07.11.1923 — 1953                          | [ БС 25 ] [ ГС 83 ] [ НЛ 79 ]   |
| 84    | Тебекин Павел Дорофеевич                                                  | 24.03.1945            | пехота       | командир батальона 629-го стрелкового полка 134-й стрелковой дивизии 69-й армии 1-го Белорусского фронта | майор                                  | 05.11.1917 — 27.02.1980                    | [ БС 25 ] [ ГС 84 ] [ НЛ 80 ]   |
| 85    | Тебеньков Анатолий Никифорович                                            | 24.03.1945            | комиссар     | комсорг батальона 487-го стрелкового полка 143-й стрелковой дивизии 47-й армии 1-го Белорусского фронта | лейтенант                              | 15.12.1924 — 13.03.1981                    | [ БС 25 ] [ ГС 85 ] [ НЛ 81 ]   |
| 86    | Тегенцев Владимир Петрович                                                | 27.02.1945            | танкист      | командир танка 1-й гвардейской танковой бригады 8-го гвардейского механизированного корпуса 1-й танковой армии 1-го Белорусского фронта | гвардии младший лейтенант              | 19.09.1922 — 22.03.1987                    | [ БС 25 ] [ ГС 86 ] [ НЛ 82 ]   |
| 87    | Тезиков Павел Александрович                                               | 19.03.1944            | связисты     | командир отделения связи 1147-го стрелкового полка 353-й стрелковой дивизии 46-й армии 3-го Украинского фронта | сержант                                | 10.09.1905 — 02.02.1944                    | [ БС 25 ] [ ГС 87 ] [ НЛ 83 ]   |
| 88    | Телевинов Анатолий Романович                                              | 23.10.1943            | пехота       | разведчик 835-го стрелкового полка 237-й стрелковой дивизии 40-й армии Воронежского фронта | красноармеец                           | 22.07.1924 — 18.02.1988                    | [ БС 25 ] [ ГС 88 ] [ НЛ 84 ]   |
| 89    | Телегин Григорий Георгиевич                                               | 26.08.1944            | танкист      | командир роты средних танков 7-й отдельной гвардейской танковой бригады 8-й армии Ленинградского фронта | гвардии капитан                        | 14.02.1914 — 22.01.1944                    | [ БС 25 ] [ ГС 89 ] [ НЛ 85 ]   |
| 90    | Телеченко Яков Платонович                                                 | 13.09.1944            | танкист      | командир танка Т-34 11-й отдельной гвардейской танковой бригады 2-й танковой армии 2-го Украинского фронта | гвардии младший лейтенант              | 12.05.1913 — 27.04.1973                    | [ БС 26 ] [ ГС 90 ] [ НЛ 86 ]   |
| 91    | Телешев Андрей Григорьевич бел. Целешаў Андрэй Рыгоравіч                  | 07.04.1940            | пехота       | командир моторизированной роты 175-го отдельного разведывательного батальона 150-й стрелковой дивизии 13-й армии Северо-Западного фронта | старший лейтенант                      | 1906 — 14.02.1940                          | [ БС 27 ] [ ГС 91 ] [ НЛ 87 ]   |
| 92    | Телешев Евгений Михайлович                                                | 23.10.1943            | связисты     | командир отделения взвода связи 835-го стрелкового полка 237-й стрелковой дивизии 40-й армии Воронежского фронта | сержант                                | 19.04.1923 — 29.03.1997                    | [ БС 27 ] [ ГС 92 ] [ НЛ 88 ]   |
| 93    | Телешевский Михаил Захарович укр. Телешевський Михайло Захарович          | 24.08.1943            | авиация      | заместитель командира эскадрильи 148-го истребительного авиационного полка 287-й истребительной авиационной дивизии 4-й воздушной армии Северо-Кавказского фронта | капитан                                | 1915 — 07.05.1943                          | [ БС 27 ] [ ГС 93 ] [ НЛ 89 ]   |
| 94    | Теляков Николай Матвеевич                                                 | 11.03.1944            | генерал      | временно исполняющий должность командира 3-го танкового корпуса 2-й танковой армии 2-го Украинского фронта | генерал-майор танковых войск           | 05.05.1902 — 26.08.1950                    | [ БС 27 ] [ ГС 94 ] [ НЛ 90 ]   |
| 95    | Телятников Леонид Петрович                                                | 25.09.1986            | МВД          | начальник военизированной пожарной части № 2 Управления внутренних дел Украинской ССР по охране Чернобыльской АЭС | майор внутренней службы                | 25.01.1951 — 02.12.2004                    | ——                              |
| 96    | Темирбаев Сейтхан Нурмухамбетович каз. Темірбаев Сейітхан Нұрмұханбет ұлы | 31.05.1945            | пехота       | командир роты 990-го стрелкового полка 230-й стрелковой дивизии 5-й ударной армии 1-го Белорусского фронта | капитан                                | 05.06.1922 — 15.06.1983                    | [ БС 27 ] [ ГС 96 ] [ НЛ 91 ]   |
| 97    | Темник Абрам Матвеевич                                                    | 31.05.1945            | танкист      | командир 1-й гвардейской танковой бригады 8-го гвардейского механизированного корпуса 1-й гвардейской танковой армии 1-го Белорусского фронта | гвардии полковник                      | 19.10.1907 — 29.04.1945                    | [ БС 27 ] [ ГС 97 ] [ НЛ 92 ]   |
| 98    | Темнов Виктор Пахомович                                                   | 23.02.1945            | авиация      | штурман эскадрильи 164-го гвардейского отдельного разведывательного авиационного полка 4-й воздушной армии 2-го Белорусского фронта | гвардии капитан                        | 24.01.1916 — 20.04.1978                    | [ БС 28 ] [ ГС 98 ] [ НЛ 93 ]   |
| 99    | Темченко Иван Васильевич укр. Темченко Іван Васильович                    | 25.10.1943            | пехота       | разведчик 18-й гвардейской отдельной разведывательной роты 2-й гвардейской стрелковой дивизии 56-й армии Северо-Кавказского фронта | гвардии красноармеец                   | 1921 — 08.08.1943                          | [ БС 29 ] [ ГС 99 ] [ НЛ 94 ]   |
| 100   | Темчук Василий Иванович бел. Цямчук Васіль Іванавіч                       | 24.12.1943            | артиллерия   | орудийный номер расчёта зенитной батареи 981-го зенитного артиллерийского полка 9-й зенитной артиллерийской дивизии РГК в составе 40-й армии 1-го Украинского фронта | ефрейтор                               | 1920 — 22.10.1943                          | [ БС 29 ] [ ГС 100 ] [ НЛ 95 ]  |
| 101   | Тенищев Иван Иванович                                                     | 31.05.1945            | пехота       | командир батальона 1281-го стрелкового полка 60-й стрелковой дивизии 47-й армии 1-го Белорусского фронта | капитан                                | 21.01.1921 — 12.02.2006                    | [ БС 29 ] [ ГС 101 ] [ НЛ 96 ]  |
| 102   | Теодорович Михаил Владимирович                                            | 24.03.1945            | артиллерия   | командир батареи 45-й гвардейской армейской пушечной артиллерийской бригады 46-й армии 2-го Украинского фронта | гвардии капитан                        | 20.05.1923 — 17.12.1991                    | [ БС 29 ] [ ГС 102 ] [ НЛ 97 ]  |
| 103   | Теплов Михаил Петрович                                                    | 05.05.1991            | авиация      | командир звена 638-го ночного бомбардировочного авиационного полка 284-й ночной бомбардировочной авиационной дивизии 15-й воздушной армии | старший лейтенант                      | 20.09.1919 — 11.05.2005                    | [ БС 11 ] [ ГС 103 ] [ НЛ 98 ]  |
| 104   | Теплов Михаил Федотович                                                   | 24.03.1945            | артиллерия   | командир орудия 873-го армейского истребительно-противотанкового артиллерийского полка 33-й армии 2-го Белорусского фронта | старший сержант                        | 02.11.1918 — 05.07.1944                    | [ БС 29 ] [ ГС 104 ] [ НЛ 99 ]  |
| 105   | Теплов Сергей Тимофеевич                                                  | 15.01.1944            | пехота       | командир роты 467-го стрелкового полка 81-й стрелковой дивизии 61-й армии Центрального фронта | старший лейтенант                      | 23.09.1905 — 13.08.1946                    | [ БС 29 ] [ ГС 105 ] [ НЛ 100 ] |
| 106   | Теплоухов Михаил Сергеевич                                                | 22.02.1944            | пехота       | командир роты 960-го стрелкового полка 299-й стрелковой дивизии 53-й армии Степного фронта | старший лейтенант                      | 28.09.1916 — 14.04.1958                    | [ БС 29 ] [ ГС 106 ] [ НЛ 101 ] |
| 107   | Тепляков Дмитрий Антонович                                                | 15.05.1946            | артиллерия   | командир батареи тяжёлых самоходных артиллерийских установок СУ-122 251-го гвардейского самоходного артиллерийского полка 2-го гвардейского механизированного корпуса 6-й гвардейской танковой армии 2-го Украинского фронта                                                         | гвардии капитан                        | 20.04.1907 — 03.05.1945                    | [ БС 30 ] [ ГС 107 ] [ НЛ 102 ] |
| 108   | Тепляков Мартын Пантелеймонович                                           | 15.01.1944            | пехота       | командир отделения и парторг роты 467-го стрелкового полка 81-й стрелковой дивизии 61-й армии Белорусского фронта | сержант                                | 10.01.1918 — 30.01.1944                    | [ БС 31 ] [ ГС 108 ] [ НЛ 103 ] |
| 109   | Терезов Евгений Матвеевич                                                 | 21.09.1943            | артиллерия   | командир дивизиона 124-го гвардейского артиллерийского полка 52-й гвардейской стрелковой дивизии 6-й гвардейской армии Воронежского фронта | гвардии капитан                        | 04.10.1917 — 13.08.1943                    | [ БС 31 ] [ ГС 109 ] [ НЛ 104 ] |
| 110   | Тереладзе Акакий Лукич груз. ტერელაძე აკაკი                               | 10.01.1944            | пехота       | командир роты 955-го стрелкового полка 309-й стрелковой дивизии 40-й армии Воронежского фронта | старший лейтенант                      | 26.05.1923 — 02.10.1943                    | [ БС 31 ] [ ГС 110 ] [ НЛ 105 ] |
| 111   | Теренков Николай Анастасьевич                                             | 19.08.1944            | авиация      | штурман эскадрильи 34-го гвардейского бомбардировочного авиационного полка 276-й бомбардировочной авиационной дивизии 13-й воздушной армии Ленинградского фронта | гвардии капитан                        | 15.12.1915 — 27.01.1975                    | [ БС 31 ] [ ГС 111 ] [ НЛ 106 ] |
| 112   | Терентьев Борис Иванович                                                  | 14.02.1943            | пехота       | пулемётчик 619-го стрелкового полка 203-й стрелковой дивизии 3-й гвардейской армии Юго-Западного фронта | красноармеец                           | 08.05.1923 — 12.10.1981                    | [ БС 31 ] [ ГС 112 ] [ НЛ 107 ] |
| 113   | Терентьев Григорий Григорьевич                                            | 24.03.1945            | артиллерия   | командир орудия батареи 45-мм пушек 167-го стрелкового полка 16-й стрелковой дивизии 2-й гвардейской армии 1-го Прибалтийского фронта | сержант                                | 05.12.1923 — 14.10.1944                    | [ БС 32 ] [ ГС 113 ] [ НЛ 108 ] |
| 114   | Терёхин Иван Дмитриевич                                                   | 24.12.1943            | артиллерия   | командир орудия 4-го гвардейского истребительно-противотанкового артиллерийского полка РГК в составе 38-й армии Воронежского фронта | гвардии старший сержант                | 22.10.1922 — ?                             | [ БС 33 ] [ ГС 114 ] [ НЛ 109 ] |
| 115   | Терёхин Макар Фомич                                                       | 17.11.1939            | танкист      | командир 11-го механизированного корпуса 1-й армейской группы | полковник                              | 17.03.1896 — 30.03.1967                    | ——                              |
| 116   | Терёхин Николай Иванович                                                  | 27.06.1945            | кавалерия    | командир 4-го гвардейского кавалерийского полка 2-й гвардейской кавалерийской дивизии 1-го гвардейского кавалерийского корпуса 1-го Украинского фронта | гвардии подполковник                   | 25.12.1901 — 27.12.1978                    | [ БС 33 ] [ ГС 116 ] [ НЛ 110 ] |
| 117   | Терехов Филипп Филиппович                                                 | 17.10.1943            | артиллерия   | командир миномётного взвода 385-го стрелкового полка 112-й стрелковой дивизии 60-й армии Центрального фронта | лейтенант                              | 1923 — 10.12.1943                          | [ БС 33 ] [ ГС 117 ] [ НЛ 111 ] |
| 118   | Терешкевич Сергей Григорьевич укр. Терешкевич Сергій Григорович           | 24.03.1945            | пехота       | командир роты 459-го стрелкового полка 42-й стрелковой дивизии 49-й армии 2-го Белорусского фронта | старший лейтенант                      | 23.10.1910 — 27.06.1944                    | [ БС 33 ] [ ГС 118 ] [ НЛ 112 ] |
| 119   | Терёшкин Пётр Фёдорович                                                   | 25.10.1938            | пограничник  | начальник пограничной заставы «Подгорная» Посьетского пограничного отряда Дальневосточного пограничного военного округа Главного управления Пограничных войск НКВД СССР | старший лейтенант                      | 01.07.1907 — 25.06.1968                    | ——                              |
| 120   | Терешков Алексей Дмитриевич бел. Церашкоў Аляксей Дзмітрыевіч             | 06.04.1945            | генерал      | командир 38-го стрелкового корпуса 33-й армии 1-го Белорусского фронта | генерал-майор                          | 17.03.1893 — 18.03.1960                    | [ БС 33 ] [ ГС 120 ] [ НЛ 113 ] |
| 121   | Терешкова Валентина Владимировна                                          | 22.06.1963            | космонавт    | пилот космического корабля «Восток-6» | младший лейтенант                      | род. 06.03.1937                            | ——                              |

| Навигационная таблица | Навигационная таблица                |
| --------------------- | ------------------------------------ |
| «Т»                   | Тавадзе Давид — Терешкова Валентина  |
| «Т»                   | Терещенко Василий — Ткаченко Василий |
| «Т»                   | Ткаченко Владимир — Трубачёв Василий |
| «Т»                   | Трубаченко Василий — Тященко Гавриил |